# Bélus (Assyrie)
Pour les articles homonymes, voir Bélus.
Bélus est un roi légendaire d'Assyrie, qui apparaît dans les sources latines ou grecques. Son nom est dérivé de Bēl, l'épithète du dieu Marduk de Babylone. Il est le fondateur légendaire de la ville de Babylone. Son fils tout aussi légendaire est Ninos. Selon Hérodote, il est le fils d'Alcée et un petit-fils d'Héraclès.